# NGC 3079
NGC 3079 es una galaxia espiral que se encuentra a 50 millones de años luz (aproximadamente 15,38 megaparsecs) de distancia en dirección a la constelación de la Osa Mayor. Fue descubierta el 14 de abril de 1789 por el astrónomo William Herschel.
Imágenes obtenidas con el telescopio espacial Hubble muestran una gran actividad en su núcleo galáctico. Se observa una burbuja de gas caliente surgiendo de una caldera de materia resplandeciente en el centro del disco galáctico. Los filamentos gaseosos en lo alto de la burbuja giran alrededor en un vórtice y están siendo expulsados hacia el espacio. Esta estructura tiene una anchura de más de 3000 años luz. Se piensa que la burbuja se expande debido a "vientos" (corrientes de partículas a gran velocidad) originados en la formación de estrellas masivas; de ser así, un gran número de estrellas debieron nacer casi al mismo tiempo en el centro de la galaxia.